# Parafia św. Bartłomieja w Opocznie
Parafia Świętego Bartłomieja – rzymskokatolicka parafia w Opocznie, należąca do dekanatu opoczyńskiego w diecezji radomskiej. Jest najstarszą parafią w mieście. 

## Historia

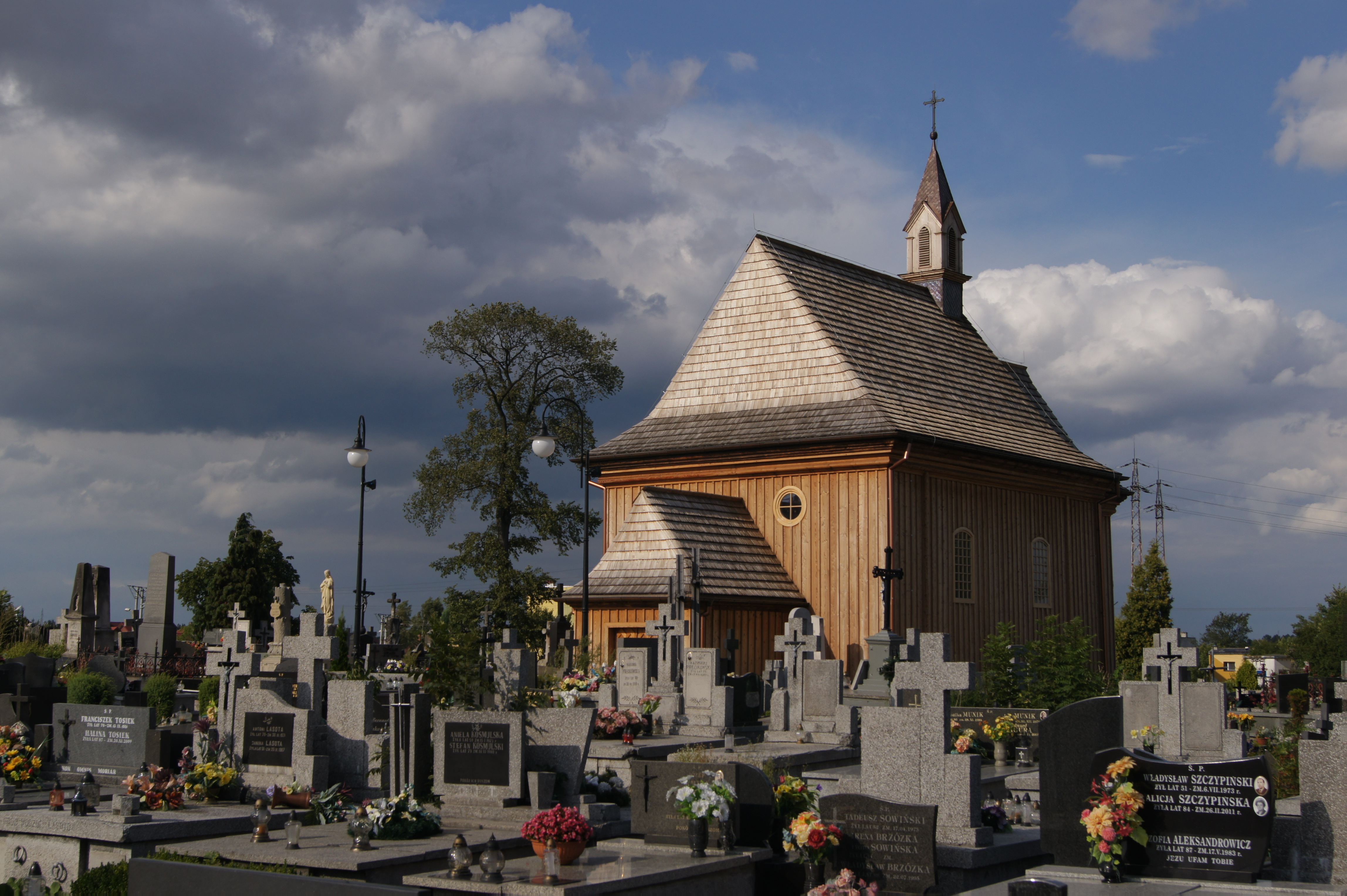
Drewniany kościół św. Marii Magdaleny z XVIII w.

Pierwotny kościół parafialny pw. św. Marii Magdaleny powstał w XIII wieku na terenie określanym obecnie jako Stare Opoczno. Po przeprowadzeniu w XIV wieku lokacji miasta na obecnym miejscu i budowy nowego kościoła, kościół św. Marii Magdaleny stopniowo tracił na znaczeniu i od 1511 roku był on filialnym dla parafii św. Bartłomieja. Obecny wygląd kościoła św. Marii Magdaleny, pochodzi zapewne z XVIII w. W początku XIX w. zamieniony został na magazyn. Był restaurowany przed 1913. Jest to budowla drewniana, orientowana. Obecnie jest to kościół cmentarny, przy starym cmentarzu. Parafia w Opocznie została erygowana ok. 1370 i wtedy też prawdopodobnie zbudowano kościół pw. św. Bartłomieja. Został on zrujnowany w XIX w., a w 1850 był restaurowany przez arch. Henryka Marconiego. Rozebrano go w 1934 roku (zachowując gotyckie prezbiterium i zakrystię), w związku z planami budowy nowego neobarokowego kościoła, którego budowę przeprowadzono w latach 1934–1945 według projektu arch. Jerzego Struszkiewicza, wtedy pw. św. Antoniego Padewskiego. Konsekracji świątyni dokonał w 1948 bp Jan Kanty Lorek. W latach 1960–1962 kościół poddano restauracji. Jest budowlą trzynawową, wzniesioną z kamienia.

## Proboszczowie
- 1934–1954 – ks. prał. Władysław Gąsiorowski
- 1955–1990 – ks. kan. Piotr Jaroszek
- 1991–1997 – ks. kan. Adam Zając
- 1997–2009 – ks. prał. Jan Wojtan
- od 2009 – ks. kan. Jan Serszyński

## Zasięg parafii
Do parafii należą wierni z miejscowości: Adamów, Bielowice, Bukowiec Opoczyński, Dzielna, Janów Karwicki, Karwice, Ogonowice, Ostrów, Różanna, Sitowa, Wola Załężna oraz wierni z Opoczna mieszkający przy ulicach: Al. Dąbrówki, pl. Kilińskiego, pl. Kościuszki, pl. Strażacki, pl. Zamkowy, 1-go Maja, 17 stycznia, Batorego, Biernackiego, Błonie, Chopina, Chrobrego, Cichej, Dalekiej, Daszyńskiego, Drzymały, Garncarskiej, Hubala, Inowłodzkiej, Janasa, Kazimierza Wielkiego, Kolberga, Kołomurnej, Konopnickiej, Kościelnej, Kowalskiego, Krótkiej, Krzywoustego, Kwiatowej, Libiszewskiej, Limanowskiego, Łaziennej, Łąkowej, Łokietka, M.C. Skłodowskiej, Mickiewicza, Mieszka I, Moniuszki, Mostowej, Norwida, Nowej, Parkowej, Piasecznej, Piotrkowskiej, Piwnej, Polnej, Przedszkolnej, Przodowników Pracy, Robotniczej, Rzecznej, Skalnej, Słowackiego, Sobieskiego, Spacerowej, Spokojnej, Sportowej, Staromiejskiej, Starzyńskiego, Stodolnej, Szewskiej, Szpitalnej, Targowej, Wałowej, Wapiennej, Waryńskiego, Zielonej, Zjazdowej, Żeromskiego i Żesławskiego.